# 川越市立大塚小学校
川越市立大塚小学校（かわごえしりつ おおつかしょうがっこう）は、埼玉県川越市大塚にある公立小学校。

## 沿革
- 1976年
  - 4月1日 - 川越市立武蔵野小学校を分離して川越市立大塚小学校として開設
  - 9月24日 - 校旗作成
  - 11月15日 - 開校記念日を制定
- 1979年
  - 3月9日 - 校歌制定[1]

## 教育目標
「一人一人のよさを生かし、心豊かに　たくましく　主体的に生きる児童の育成」
- 仲良く助け合う子
- 明るくたくましい子
- 進んで学ぶ子[2]

おおらかに
つよく
かしこく
が学校目標になっている。
縦読みにすると大塚になる。

## 通学区域
- 脇田新町
- 旭町1丁目
- 旭町2丁目
- 旭町3丁目
- 広栄町[3]